# Huszcza (gmina w województwie lubelskim)
Huszcza (do 1926 Lubienka) – dawna gmina wiejska istniejąca w latach 1867–75, 1926–43 i 1944–54 na Lubelszczyźnie. Siedzibą gminy była Huszcza.
Gmina jednostkowa Huszcza powstała w 1809 roku w Księstwie Warszawskim. Po podziale Królestwa Polskiego na powiaty i gminy z początkiem 1867 roku gmina weszła w skład powiatu bialskiego w guberni siedleckiej. Gmina składała się z 5 wsi: Huszcza, Kopytnik, Koszoły, Wiski i Stasiówka. W 1874 roku gminę zniesiono a jej obszar włączono głównie do gminy Lubienka, oprócz Wisk, które weszły w skład gminy Kościeniewicze.
Za II Rzeczypospolitej gminę Lubienka podzielono na dwie gminy, Lubienka I (zwiększony odpowiednik gminy Huszcza z czasów Królestwa Polskiego) oraz Lubienka II (odpowiednik gminy Lubienka sprzed komasacji obu gmin w końcu XIX wieku). Niedługo (przed 1 lipca 1923) gminy te znów połączono, lecz już w 1926 roku nastąpił kolejny podział:
Gminę zbiorową Huszcza utworzono 22 stycznia 1926 po zmianie nazwy gminy Lubienka na gmina Huszcza (po odłączeniu od niej sporej części obszaru z której utworzono gminę Dubów). 1 kwietnia 1927 z gminy Huszcza wyłączono wieś Jusaki, włączając ją do gminy Łomazy. Jesienią 1933 gminę Huszcza podzielono na osiem gromad: Huszcza, Lubenka, Kopytnik, Koszoły, Stasiówka, Studzianka, Szymanowo i Wiski
Podczas okupacji hitlerowskiej włączona do Generalnego Gubernatorstwa (dystrykt lubelski, Landkreis Biala-Podlaska), gdzie 1 lipca 1943 została zniesiona i włączona do gminy Łomazy.
Po wojnie odtworzona. Według stanu z dnia 1 lipca 1952 roku gmina Huszcza składała się z 6 gromad: Huszcza I, Huszcza II, Kopytnik, Koszoły, Stasiówka i Wiski (Lubenkę, Studziankę i Szymanowo włączono do gminy Łomazy).
Jednostka została zniesiona 29 września 1954 roku wraz z reformą wprowadzającą gromady w miejsce gmin. Z obszaru gminy utworzono Gromadzkie Rady Narodowe w Huszczy i Studziance. Po reaktywowaniu gmin z dniem 1 stycznia 1973 roku gminy Huszcza nie przywrócono.
Poniższa tabela przedstawia uproszczony schemat częstych zmian dwóch podstawowych jednostek: południowo-wschodniej i północno-zachodniej, nie posiadających fizycznej łączności ze sobą przez obszar miasta Łomazy (przekształconego w 1870 w gminę Łomazy). Tabela na podstawie analizy przynależności administracyjnej poszczególnych wsi według ww. źródeł:
| Rok  | Gmina pd-wsch.   | Gmina pn-zach.    |
| ---- | ---------------- | ----------------- |
| 1868 | gmina Huszcza    | gmina Lubienka    |
| 1880 | gmina Lubienka   | gmina Lubienka    |
| 1921 | gmina Lubienka I | gmina Lubienka II |
| 1925 | gmina Lubienka   | gmina Lubienka    |
| 1926 | gmina Huszcza    | gmina Dubów       |